# Referéndum de retirada de tropas rusas de Transnistria de 1995
El 27 de marzo de 1995 se celebró en Transnistria un referéndum sobre la retirada de las tropas rusas junto con las elecciones parlamentarias. Las tropas rusas habían estado estacionadas en Transnistria desde la Guerra de Transnistria de 1992. Más del 93% votó a favor de que las tropas permanecieran en el territorio.

## Resultados
| Elección                   | Votos | %    |
| -------------------------- | ----- | ---- |
| Sí                         |       | 6.7  |
| No                         |       | 93.3 |
| Total                      |       | 100  |
| Fuente: Democracia Directa |       |      |